# Nizozemská revoluce
Nizozemská revoluce (nizozemsky Nederlandse Opstand) neboli Nizozemská válka za nezávislost byl ozbrojený konflikt mezi Nizozemím a Španělskem druhé poloviny 16. století, v němž Nizozemsko získalo na Španělsku nezávislost.
Celý konflikt začal jako spor mezi panovníkem a šlechtickou elitou o výši zdanění. K tomu se přidružila náboženská otázka: Panovník Filip II. si přál vykořenit kalvinismus, zatímco obyvatelstvo toužilo po náboženské toleranci. Zprvu pouhý mocenský spor přerostl v násilí (1566) a posléze v ozbrojený konflikt (1572). Násilí bylo sice dočasně krvavě potlačeno velkým množstvím hrdelních rozsudků, ale všeobecný odpor trval i nadále. Program krále a stavovské opozice byl navzájem neslučitelný.
Přes všechny úspěchy královské moci nebyl odpor nikdy úplně potlačen. Ve vleklém konfliktu se na španělské straně ztratila vůle k totálnímu vítězství. Tvrdý muž, vévoda z Alby, místodržitel v letech 1567–1573, byl odvolán. Nicméně kompromis byl přijatelný pouze pro jih Nizozemí; sever pokračoval v občanské válce, v níž si nakonec nezávislost uhájil.

## Příčiny

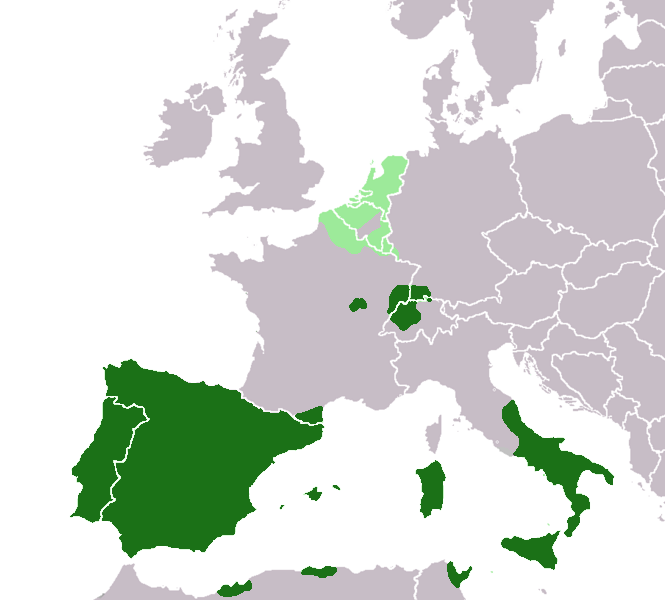
Evropská území pod vládou španělského krále kolem roku 1580 (Nizozemí je vyznačeno světle zeleně) na mapě s dnešními státními hranicemi.

Nizozemí se skládalo ze 17 provincií. Na jihu: Flandry, Brabantsko, Limbursko, Artois, Henegavsko, Namursko, Lucembursko, Horní Geldry. Na severu: Zéland, Holand, Utrecht, Frísko, Groningen, Drenthe, Overijssel a Geldry. Nejvýznamnější provincií byly Flandry s centrem v Bruggách a Gentu a Brabantsko s centrem v Bruselu. V letech 1433–1477 bylo Nizozemí pod vládou burgundských vévodů. V roce 1463 ustavil Filip Dobrý generální stavy. Při jejich hlasování platila zásada jednomyslnosti. Generální guvernér (místodržitel) – regent – sídlil v Bruselu. Nejvyšší soudní dvůr sídlil v Mechelenu. Pro Holand, Zéland a Utrecht byl společný místodržitel.
V roce 1477 v bitvě u Nancy padl burgundský vévoda Karel Smělý. Jeho dědička, Marie Burgundská, si vzala Maxmiliána I. Habsburského, takže z burgundského dědictví připadlo Nizozemí Habsburkům. Nizozemci nebyli s vládou Habsburků spokojeni a rozpoutali řadu povstání. Nejvýznamnější bylo to, které v roce 1488 krvavě potlačil regent Maxmilián I.

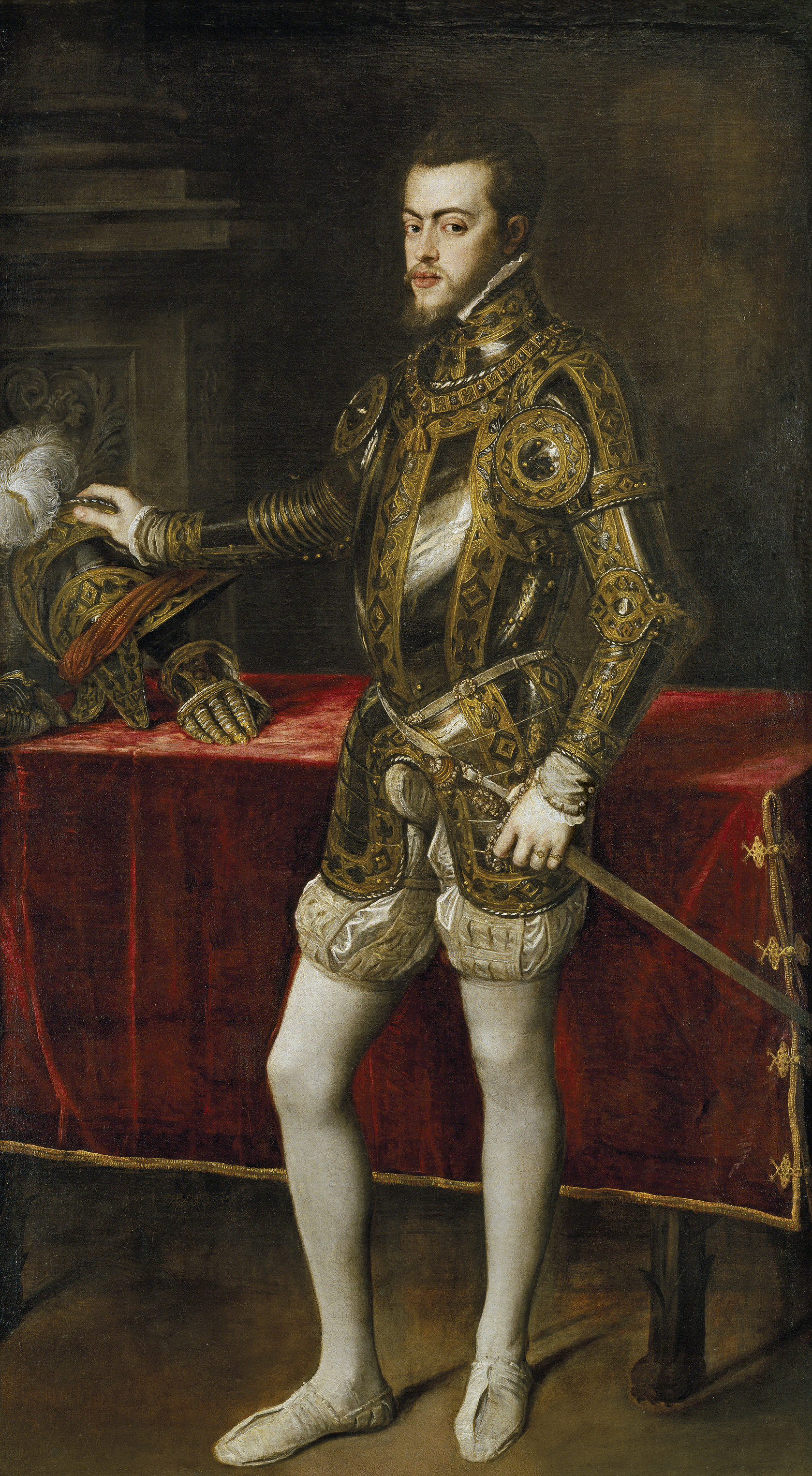
Filip II., (1556–1598) král španělský, vyobrazen ještě jako princ

Po smrti Marie Burgundské v roce 1482 se vládcem Nizozemí stal její syn Filip I. Sličný. V roce 1496 si vzal Johanu Šílenou, čímž se Habsburkové stali dědici španělského trůnu. Filipův syn Karel V. zpočátku vládl v Nizozemí, ale pak se více soustředil na Španělsko. Při rozdělení habsburského rodu na španělskou a rakouskou větev zůstalo Nizozemí španělským Habsburkům. V říjnu 1555 abdikoval císař Karel V. v Nizozemí, v lednu 1556 ve Španělsku a v září 1556 v Říši. Jeho nástupcem se stal Filip II. (1556–1598). V srpnu 1559 odjel z Nizozemí a už se do něj nikdy nevrátil. Zemi řídil ze Španělska. Regentkou neboli guvernérkou byla v letech 1559–1567 Markéta Parmská (1522–1586), nevlastní králova sestra.
Se společenskou situací velice zamíchala reformace. Protestanti byli sice menšinou (podle odhadů tvořili ve velkých městech maximálně třetinu), ale byli vlivní. Vedle kalvinistů byli v Nizozemí i novokřtěnci (anabaptisté); luteránů nebylo mnoho. První kalvinisté v Nizozemí působili ve východním Frísku. Vedl je polský šlechtic Jan Łaski, který po šmalkaldské válce emigroval do Londýna, kde založil církev v exilu. Když v letech 1553–1558 v Anglii zuřila katolická reakce za Marie Tudorovny, Łaskovci se vrátili na kontinent, do Emdenu. Druhým centrem kalvinismu v Nizozemí byly Antverpy. Vůdcem valonských kalvinistů byl Guy de Bray. Ilustrativní, byť výjimečný, je příběh prince Viléma Oranžského (1533–1584), který pocházel z německé luteránské rodiny Nassavských. Ve 12 letech se stal univerzálním dědicem rozsáhlých držav po svém strýci, princi René de Chalon. Protože tohoto významného dědictví se mohl ujmout jen katolík, byla Vilémovi od jeho 12 let určena výchova v cizině v katolickém duchu. Vilém byl vychováván nejprve v Bredě (od jara 1545), později v Bruselu. Od té doby byl nábožensky – konfesijně vlažný, ale největší sympatie měl pro luteránství.
V Nizozemí měli naprostou převahu katolíci, na něž měla vliv tradice Erasma Rotterdamského. Situaci změnil tridentský koncil (1545–1547, 1551–1552 a 1562–1563). Jedním z jeho výsledků byla reorganizace církevní správy. Byl zvýšen počet biskupů a každý biskup měl mít teologické vzdělání, aby mohl účinněji bojovat s herezí. Tím dočasně nebylo místa pro syny velkých šlechticů. Biskupové měli i fakticky působit ve svém sídle. Nizozemí bylo dříve církevní provincií Remeše a Kolína. Bulou papeže Pavla IV. Super universos ze dne 12. května 1559 byla v Nizozemí založena 3 arcibiskupství – Cambrai, Mechelen a Utrecht – a 15 biskupství, přičemž arcibiskup mechelenský byl primasem nizozemským. Stavové s tím nesouhlasili a postavili se do opozice.

## Periodizace

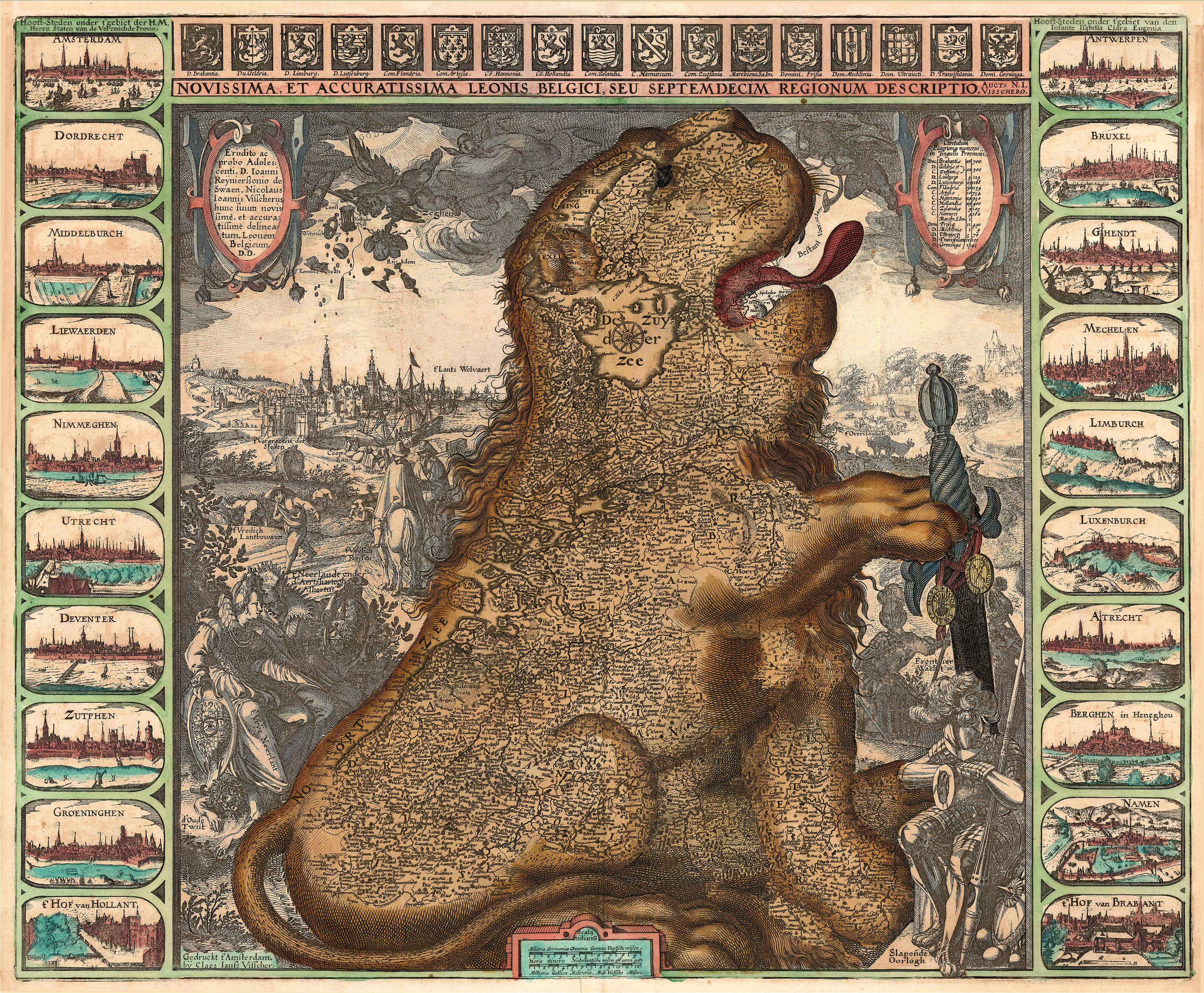
17 nizozemských provincií, dějiště války. Nakresleno jako belgický lev

Podle jednoho pojetí bývá celý konflikt označován jako osmdesátiletá válka (1568–1648), ale podle standardní periodizace autora monografie o nizozemské revoluci, Pietera Geyla, se nizozemská revoluce datuje do let 1555–1609. První fáze osmdesátileté války skončila podepsáním příměří, známého jako pax hispanica, v roce 1609. Druhé období se kryje s obdobím třicetileté války (1618–1648), když Nizozemí v roce 1621 opětovně vyhlásilo Španělsku válku. Obě války, osmdesátiletá i třicetiletá, byly následně uzavřeny jediným vestfálským mírem.

### Úvodní fáze (1555–1572)
V letech 1494–1559 válčila Francie se Španělskem o nadvládu nad Itálií. Nizozemí stálo přirozeně na straně Španělska, např. v bitvě u Saint-Quentinu (10. srpna 1557) vítězství španělských zbraní zajistil admirál hrabě van Hoorn (1518–1568), místodržitel Gelder a Zutphenu. Na uhrazení vysokých nákladů na válku Filip II. potřeboval peníze od stavů. Proto jejich představitele jmenoval rytíři řádu zlatého rouna (De Orde van het Gulden Vlies) a udělil jim místodržitelství, čímž získali křesla ve státní radě. Přesto se stavy odmítly nechat korumpovat a finanční pomoc ve válce odmítly. Náboženský neklid ve Francii a větší finanční vyčerpání však vedly k tomu, že Francie mírem v Cateau-Cambrésis (3. dubna 1559) uznala svou porážku. Stavové nyní požadovali stažení španělské posádky.

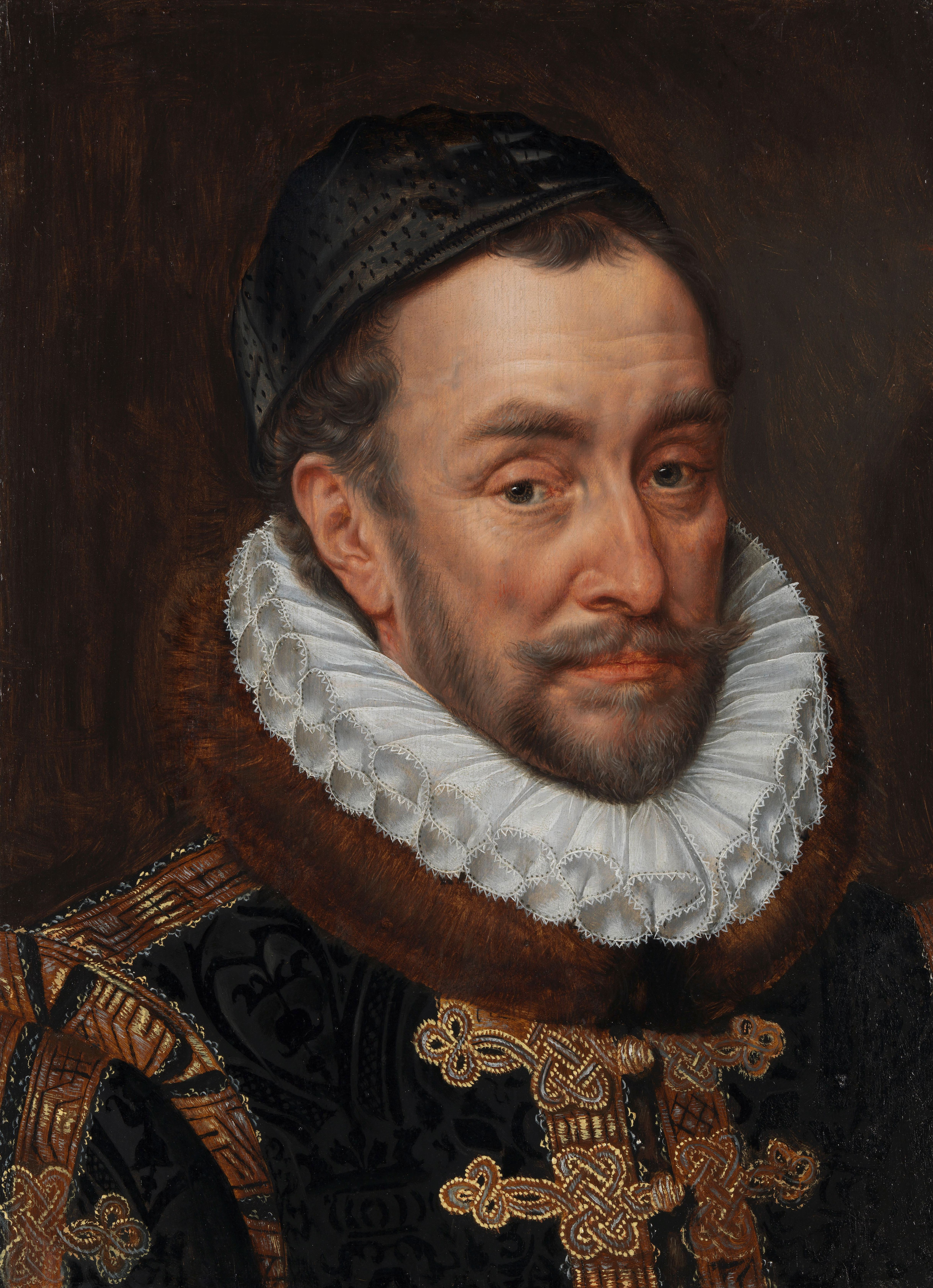
Vilém I. Oranžský (1533–1584)

Když Filip II. odjel do Španělska, jmenoval prezidentem státní rady a hlavním rádcem místodržitelky Markéty Parmské svého důvěrníka, jímž byl biskup arraský, Antoine Perrenot de Granvelle (1517–1586). K jeho kruhu patřil i předseda tajné rady, fríský právník Viglius van Zuichem (1507–1577), a předseda finanční rady, hennegavský hrabě Charles de Berlaymont (1510–1578). V roce 1560 byl Granvelle jmenován arcibiskupem v Mechelenu, v roce 1561 kardinálem a v témže roce papež svou další bulou reformu církevní správy spustil.
Král prosazoval tvrdý postup a přímá závislost vlády na králi omezovala její prostor k manévrování. V roce 1562 princ oranžský, místodržitel Hollandu, Zeelandu a Utrechtu, a hrabě Lamoraal Egmont (1522–1568), místodržitel Flander a Artois, zformovali ligu proti kardinálovi – Ligu vysoké šlechty, kterou podporovala nobilita, kněžstvo a města. Vilém Oranžský a hrabě Peter Mansfeldt, důvěrník Markéty Parmské, byli Němci, ostatní většinou Valoni. Granvellova činnost vyvolávala obecnou nespokojenost a v březnu 1563 dal Vilém Oranžský, Egmont a Hoorn ultimátum králi, aby odvolal Granvella. Ten tak v roce 1564 nakonec učinil.v níž 
Výsledky tridentského koncilu Nizozemci odmítli a přáli si náboženskou svobodu (Nizozemí bylo součástí Říše,  v níž  platil augšpurský mír). Vilém Oranžský, Egmont a Hoorn resignovali ze státní rady a v jejich záměrech je podporovalo lidové hnutí. V červenci 1565 kalvinisté na tajné schůzce ve Spa dohodli připravit vznik opozičního spolku. V listopadu 1565 se konala svatba vnuka papeže, syna regentky a potomního vévody, Alexandra z Parmy (1545–1592) s portugalskou infantkou Marií. Do Bruselu se sjela všechna šlechta, která svatbu využila k tomu, aby založila Kompromis bredský neboli Ligu nobility, spojení opoziční vysoké a nízké šlechty. K zakladatelům Kompromisu patřil mladší bratr Viléma Oranžského, hrabě Lodewijk van Nassau–Dillenburg (1538–1574), hrabě van den Bergh a hrabě Hendrik van Brederode. Vilém Oranžský nebyl členem Kompromisu, ale měl s ním úzké styky. Program formuloval právník Gilles Le Cleraq: svolat generální stavy, zrušit inkvizici a edikty proti heretikům. Do Kompromisu vstoupili i katolíci, hlavně ze severu země.
| „                                         | Je to jen hromada žebráků. — Ať žijí žebráci! | “ |
| — Hrabě de Berlaymont a příznivci ligistů |                                               |   |

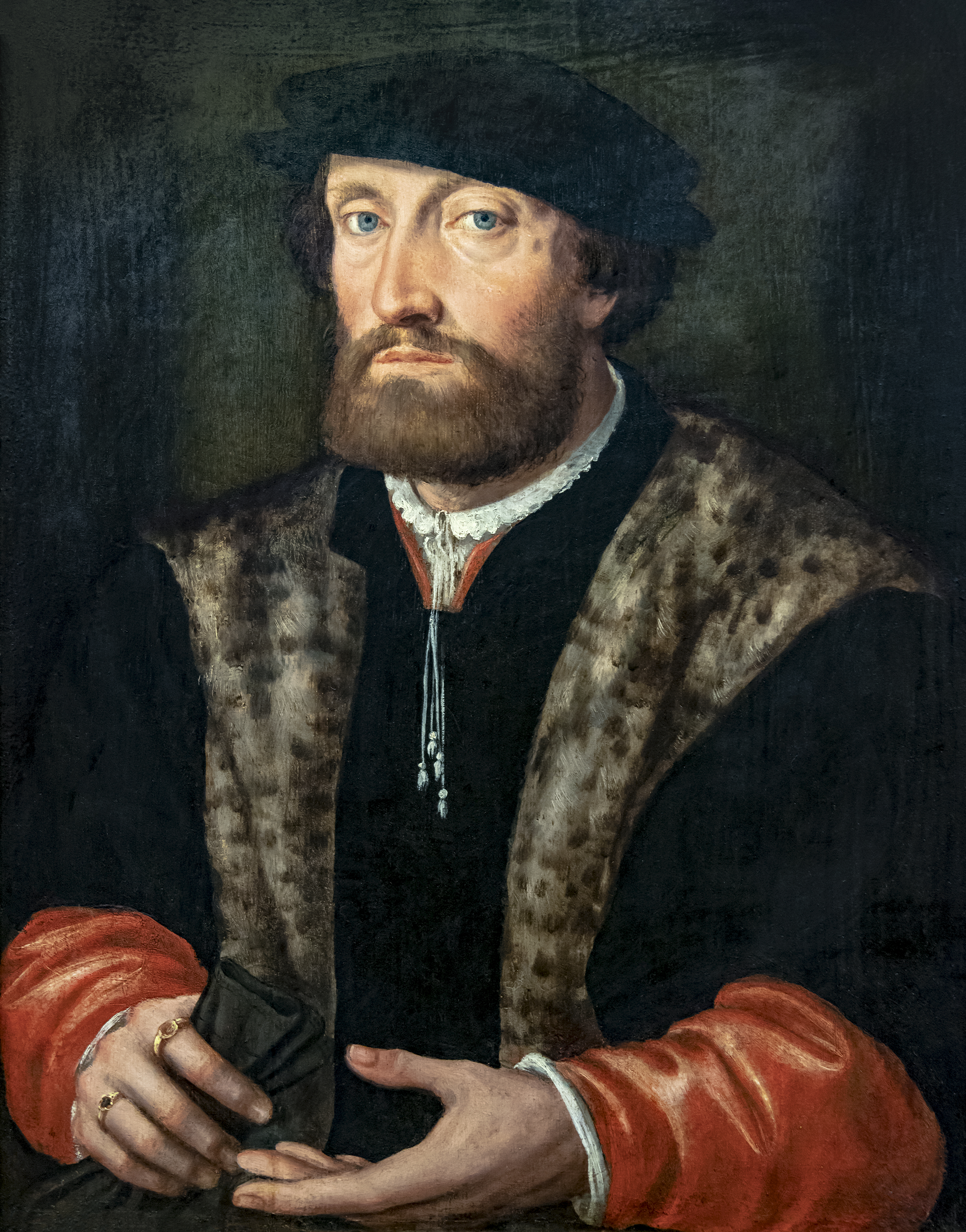
Antoine Perrenot de Granvelle (1517–1586)

Dne 5. dubna 1566 Kompromis vedený hrabaty Brederodem a Ludvíkem Nassavským po slavnostním procesí šlechticů ze všech nizozemských provincií k paláci Markéty Parmské v Bruselu předal guvernérce petici s programem Kompromisu. Regentku to zarazilo. Aby jí Berlaymont dodal odvahu, řekl: „Ce n’est qu’un tas de gueux.“ („Je to jen hromada žebráků.“). Podle jiné verze: „Comment, madame, peur de ces gueux?“ („Jakže, paní, strach z těch žebráků?“) De Berlaymontova slova zaslechli poblíž stojící šlechtici. Po několika dnech připomněl Brederode na hostině opozice urážlivý Berlaymontův výrok, načež všichni přítomní začali volat: „Vivent les gueux!“ („Ať žijí žebráci!“)
Ligisté tak toto označení přeměnili v titul cti. Slovo gueux bylo brzy poholandštěno na geus, v množném čísle geuzen. V červenci 1566 byla předána další petice, kterou počátkem srpna 1566 král zamítl. Stavové připravovali smírné řešení, ale obecné mínění bylo, že edikty proti heretikům jsou zrušeny. Kazatelé začali veřejně kázat, ačkoliv guvernérka nikdy neslíbila, že by toto právo měli mít. Vůdci Ligy vysoké šlechty svolali nové shromáždění v polovině července do St. Triniden.
Radikálové chtěli zahájit povstání s pomocí německých protestantů. Dne 14. srpna 1566 vypuklo obrazoborectví (Beelderstorm). Dne 20. 8. zasáhlo Antverpy, 22. 8. Gent, týž den Amsterdam, kde bylo čistě kalvinistickou prací, a 25. 8. Utrecht. Ve Valonsku se vyskytlo méně. Obrazoborectví nepropuklo v Lucembursku, Namuru a Artois. Celkem bylo zničeno 5500 kostelů a klášterů. Vládnoucí elita byla konsternována.
Dne 23. srpna 1566 guvernérka souhlasila s Prozatímní úmluvou (Accord). Jejím obsahem bylo zrušení inkvizice, zmírnění protireformačních zákonů, částečná tolerance kalvinistů a amnestie geusů. Kázání bylo povoleno tam, kde už bylo praktikováno. V Antverpách se Accord stal formálním náboženským mírem.

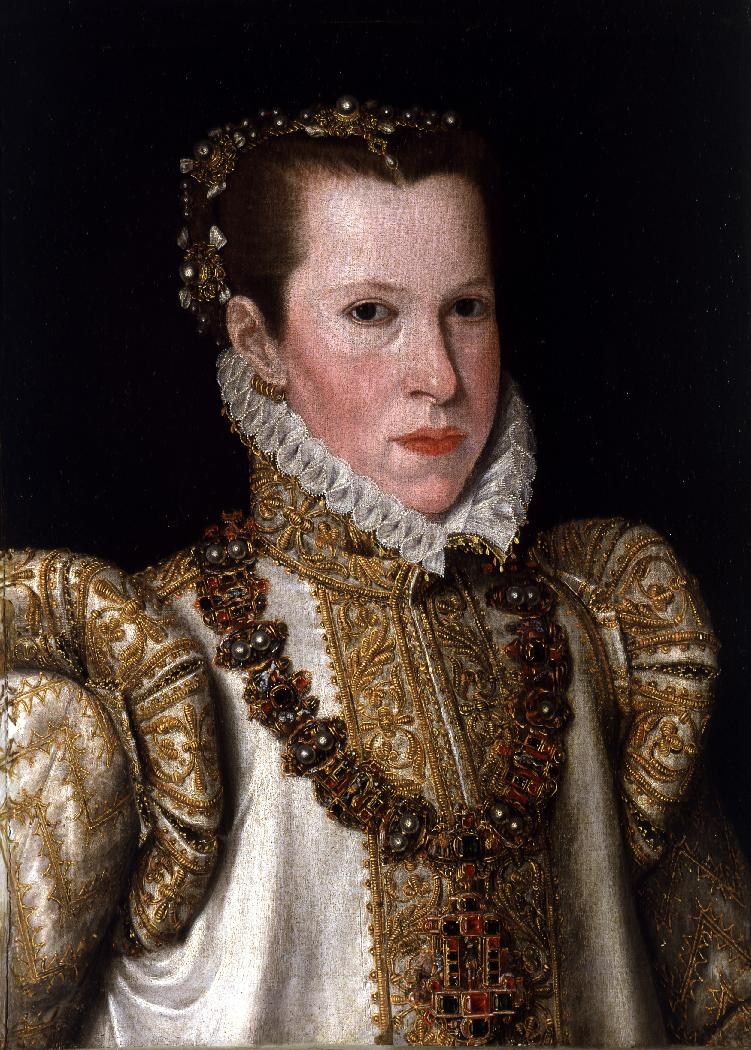
Maria de Portugal (1538–1577)

Guvernérka však začala kolem sebe shromažďovat odpůrce nového hnutí. Egmont přesto doufal, že král bude souhlasit s konzervativní interpretací Úmluvy. V listopadu 1566 na schůzce ve východoflanderském městě Dendermonde chtěl Vilém Oranžský přesvědčit Egmonta a Hoorna, aby se pokusili o ozbrojené povstání. Oba odmítli, což mělo demoralizující efekt. Když se rozcházeli, řekl Egmont Vilému Oranžskému: „Sbohem, princi bez země.“ Vilém Oranžský mu odpověděl: „Sbohem, hrabě bez hlavy.“ Kalvinisté neměli kam ustoupit, hrozila jim smrt. Vilém Oranžský neměl o vládě iluze. Ve svém místodržitelství dělal podle Accordu, co mohl, aby posílil kalvinisty. Ale otevřeně se s nimi identifikovat nemohl. V prosinci 1566 začala guvernérka otevřeně jednat proti Accordu a prohlásila obyvatele Valenciennes za vzbouřence. Vilém Oranžský se od začátku roku 1567 stále více vzdaloval od vlády, odmítl složit novou zvláštní přísahu, zatímco Egmont ji složil.
Antverpy sice byly duchovní centrum protestního hnutí, ale bylo jasné, že jsou slabé a že se nemohou udržet. Vilém Oranžský z nich proto odešel a vrátil se do Dillenburgu v Německu. Kalvinisté na jaře 1567 prohráli. Guy de Bray a de la Grange byli oběšeni. Dne 4. května 1567 vydala Markéta Parmská nový dekret proti kacířům. V červnu 1567 Vilém Oranžský otevřeně přestoupil na luteránství.
Situace pro krále byla v létě 1567 příznivá. Vůdci opozice emigrovali do německých pohraničních měst a byli ve skleslé náladě. Ale Filipu II. to nestačilo, neboť si přál stavovskou monarchii nahradit absolutní. Odvolal regentku Markétu Parmskou jako příliš slabou a od října 1567 ji nahradil vévodou z Alby (1507–1582), vůdcem nesmiřitelných. Jeho cílem mělo být potrestat rebely, vykořenit herezi a znovuobnovit královskou moc. Dnes 22. srpna 1567 vjel vévoda z Alby do Bruselu v čele španělských vojáků. „Vévoda z Alby přišel, aby zničil stará privilegia země, kořen všeho zla.“

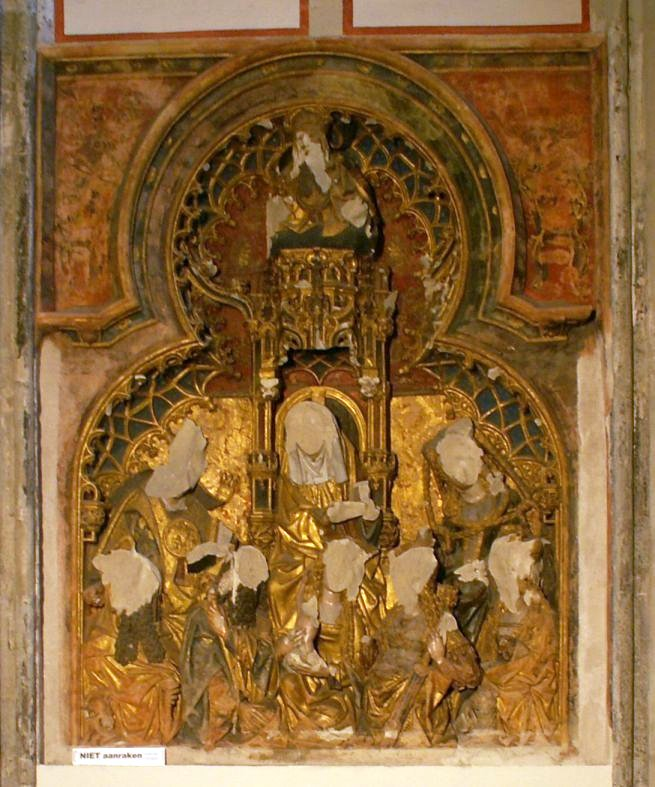
Kalvinistické obrazoborectví (Beeldenstorm)

Dne 7. září 1567 se Hoorn vrátil do země a dne 9. září 1567 byli s Egmontem překvapivě zatčeni, ačkoliv byli celou dobu ke králi loajální. Byli obviněni ze spáchání zločinu urážky majestátu tím, že tolerovali heretiky. Zločiny z roku 1566 měl soudit zvláštní soud: Rada nad nepokoji (Conseil des troubles, Raad van Beroerten), který záhy dostal přezdívku „krvavá rada“ (Bloedraad). Jejím prezidentem se stal sám „železný vévoda“ a členy byli i cizinci – Španělé; de Vargas ani neuměl francouzsky. Členy rady byli Berlaymont, Noicarmes a Vigliers.
Brederode náhle zemřel v únoru 1568, a proto se stal vůdcem povstání Vilém Oranžský. Emigranti se soustřeďovali v Německu a pokoušeli se o výpady do Nizozemí s cílem vyvolat lidové povstání. V dubnu 1568 Ludvík Nassavský přepadl východní Frísko, přičemž byl zabit místodržitel Aremberg, ale také bratr Viléma Oranžského Adolf. Bitva u Rheindalenu poblíž Roermondu dne 23. dubna 1568 je počátkem osmdesátileté války. Významná byla bitva u Heiligerlee dne 23. května 1568. Vévoda z Alby reagoval zostřením represí: dne 1. června 1568 bylo popraveno 18 šlechticů,[zdroj⁠?!] dne 5. června 1568 byli popraveni Egmont a Hoorn. Poté se vydal na sever vyhnat povstalce, což se mu podařilo.
V Trevíru se shromažďovala poměrně početná armáda Viléma Oranžského, složená ale převážně z nováčků. Armáda vévody z Alby byla dvakrát menší, ale lépe organizovaná. Vilém Oranžský překročil Maasu. Jeho postup byl však doprovázen excesy, které vytvářely špatný dojem. Nakonec se jeho armáda rozložila v dav bez jakékoliv disciplíny. Vilém Oranžský sám musel uniknout do Francie; povstání ztroskotalo. Přesto emigranti neztráceli víru v budoucnost, jak vyjadřuje národní hymna Wilhelmus.

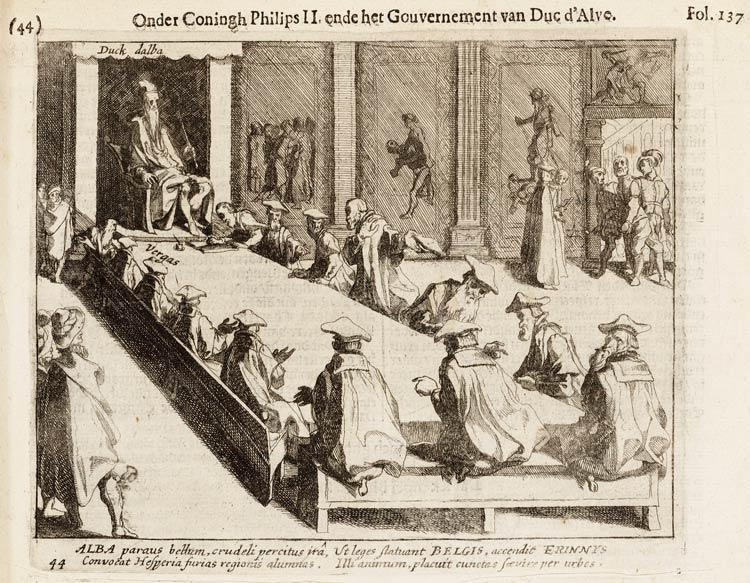
Rada nad nepokoji (Conseil des troubles)

Lidové hnutí geusů se dělilo na divoké (též pozemní geusové, geusové křovin, či lesní geusové;) a mořské (též vodní geusové). Lesní geusové se vyskytovali prakticky jen na jihu, protože jen tam existovaly lesy. V západních Flandrech byli podporováni navrátilci z Anglie. Jejich bandy se toulaly po venkově a vraždily kněze. Stačilo jen málo jednotek a divocí geusové byli potlačeni.
Mořští geusové se chovali podobně jako divocí geusové – plundrovali kláštery na pobřeží. Princ Oranžský se je pokusil disciplinovat a odstranit pirátské návyky. Organizování z Anglie bylo neúspěšné, a proto v roce 1570 založil nové centrum v La Rochelle. Jedním z prvních velitelů geusů se stal Philippe de Marnix (1540–1598).
Vítězná královská moc pokračovala v teroru a nastolování absolutismu. Hlavním úkolem byla finanční nezávislost vlády na stavech. Již v roce 1569 po španělském vzoru schválen desátek (Tiende penning), ale měl být zaveden až v roce 1571. Jednalo se o 10% daň z prodeje. Nikdy nebyl vybrán, a proto nezruinoval zemi. Na druhou stranu byla v roce 1570 vydána ordonance o trestním právu, jež zaváděla moderní principy, např. profesionály v rozhodování. Dále byl v roce 1570 vyhlášen generální pardon (všeobecná amnestie). Avšak ani příroda uklidnění nepřála: Počátkem listopadu 1570 se v Nizozemí vylilo moře a tato živelní pohroma měla na svědomí tisíce[zdroj⁠?!] mrtvých.

### Povstání (1572–1585)

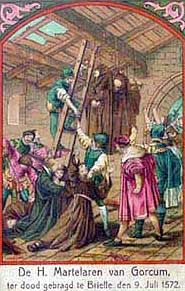
Gorennští mučedníci

Vilém Oranžský, vůdce emigrantů, se spojil s Condéem a Colignym i s emigrantskými kalvinisty. Protože situace na jihu byla stále nepříznivá, Vilém Oranžský obrátil svou pozornost na sever. Zatím Alžběta nechtěla riskovat roztržku se Španělskem, a proto v březnu 1572 nařídila flotile geusů, aby opustila anglické přístavy. Akce Viléma Oranžského proto vypukla předčasně, když mořští geusové dne 1. dubna 1572 obsadili Brielle, čímž povstalci získali základnu na nizozemském území. Velel jim slavný a krutý pirát Guillaume de la Marck, baron Lumey (1542–1578). Když náhle přijeli k městu, vypukla panika. „Magistráti a všichni bohatí občané společně s kněžstvem, světským i řeholním, utekli s majetkem, který mohli unést.“ Druhou základnou mořských geusů se stal zeelandský Vlissingen.
Exulanti obsadili některá města Hollandska a Zeelandu a podřídili je moci Viléma Oranžského. Jemu však zase začaly scházet peníze, podobně jako v roce 1568. Maximilien de Hermin, hrabě Bossu (1542–1579) a Albův místodržitel pro Hollandsko, Zeeland a Utrecht, dostal peníze na boj proti geusům. Ti ale, pod vedením aristokratů, rozšířili revoltu od města k městu. „Žebráci byli muži roku ’66, ikonoklasti … kalvinisti.“ V Goudě, když se radní ptali měšťanů, zda budou bránit město proti vzbouřencům, odpověď byla: „Ne, pro desátek nezvedneme ani prst.“ Geusové neztratili své pirátské manýry – v obsazených oblastech plundrovali kostely a masakrovali kněze. Nejznámější byl případ gorennských mučedníků, kdy 19 mnichů bylo nuceno ke konverzi na kalvinismus; když odmítli, byli oběšeni.

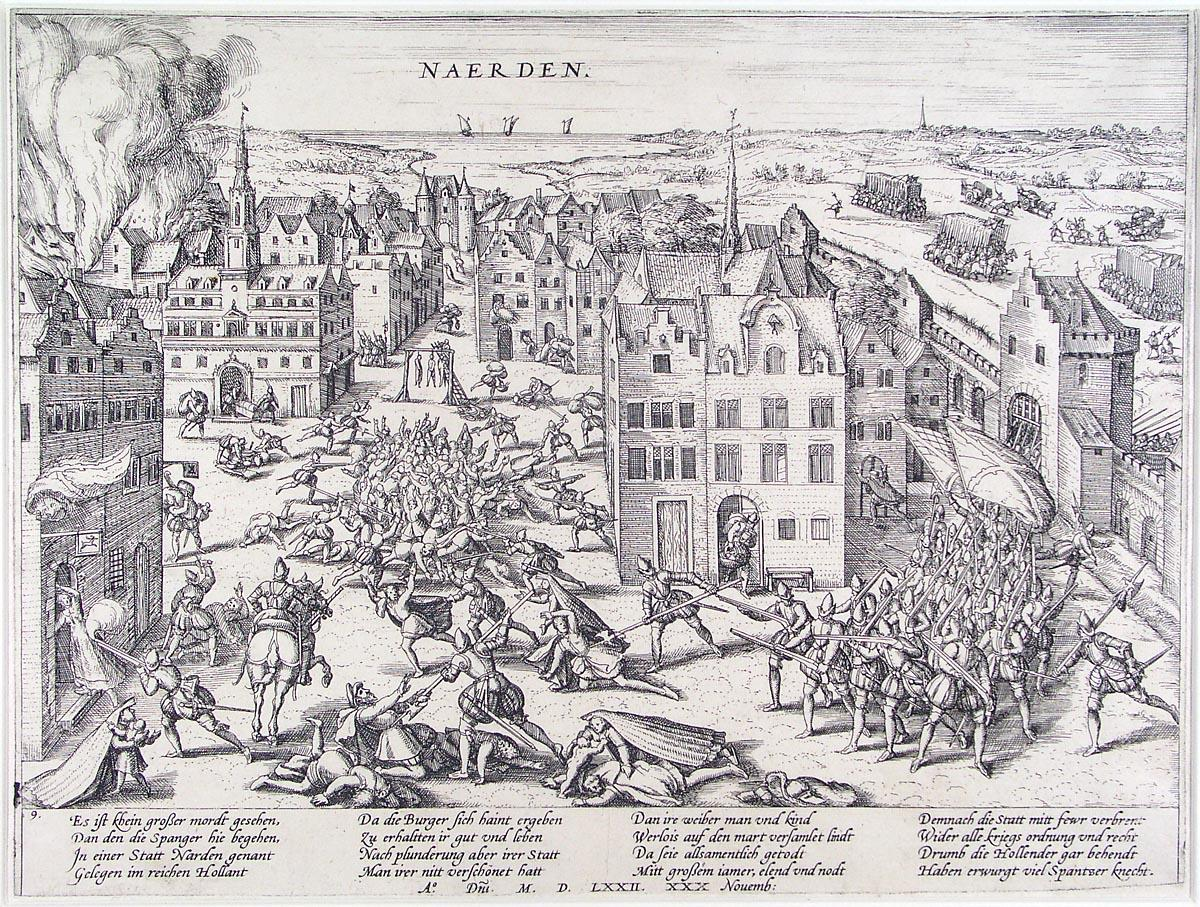
Masakr obyvatel Naardenu španělskými vojáky r. 1572

V létě 1572 svolal vévoda z Alby generální stavy do Haagu. Téměř nikdo nedorazil.[zdroj⁠?!] Na druhé straně byly dne 19. července 1572 svolány holandské stavy do Dordrechtu. Vilém Oranžský byl jmenován místodržitelem Hollandska, Zeelandu a Fríska a vrchním velitelem vojsk. V noci z 23. na 24. srpna 1572 vypukla ve Francii bartolomějská noc – katolické vyvraždění kalvinistů. Jejím výsledkem bylo, že vágní francouzská podpora povstání zmizela. Ale na rozdíl od roku 1568 Vilém Oranžský obsadil několik měst v Brabantsku a Flandrách. V druhé polovině roku začal vévoda z Alby opět vítězit: dobyl Zutfen, Naarden a Haarlem. Dne 19. září 1572 kapituloval Ludvík Nassavský. Vilém Oranžský musel opustit jižní Nizozemí a rozpustit svou armádu. Odjel do Hollandska, kde se povstání udrželo podobně jako v Zeelandu. Mechelen byl vyloupen Albovými vojáky. V dubnu 1573 Vilém Oranžský konvertoval ke kalvinismu. Nastala kalvinizace Hollandska, ale ještě v roce 1587 tvořili kalvinisté jen 10 %. V říjnu 1573 zvítězili geusové v západním Frísku.

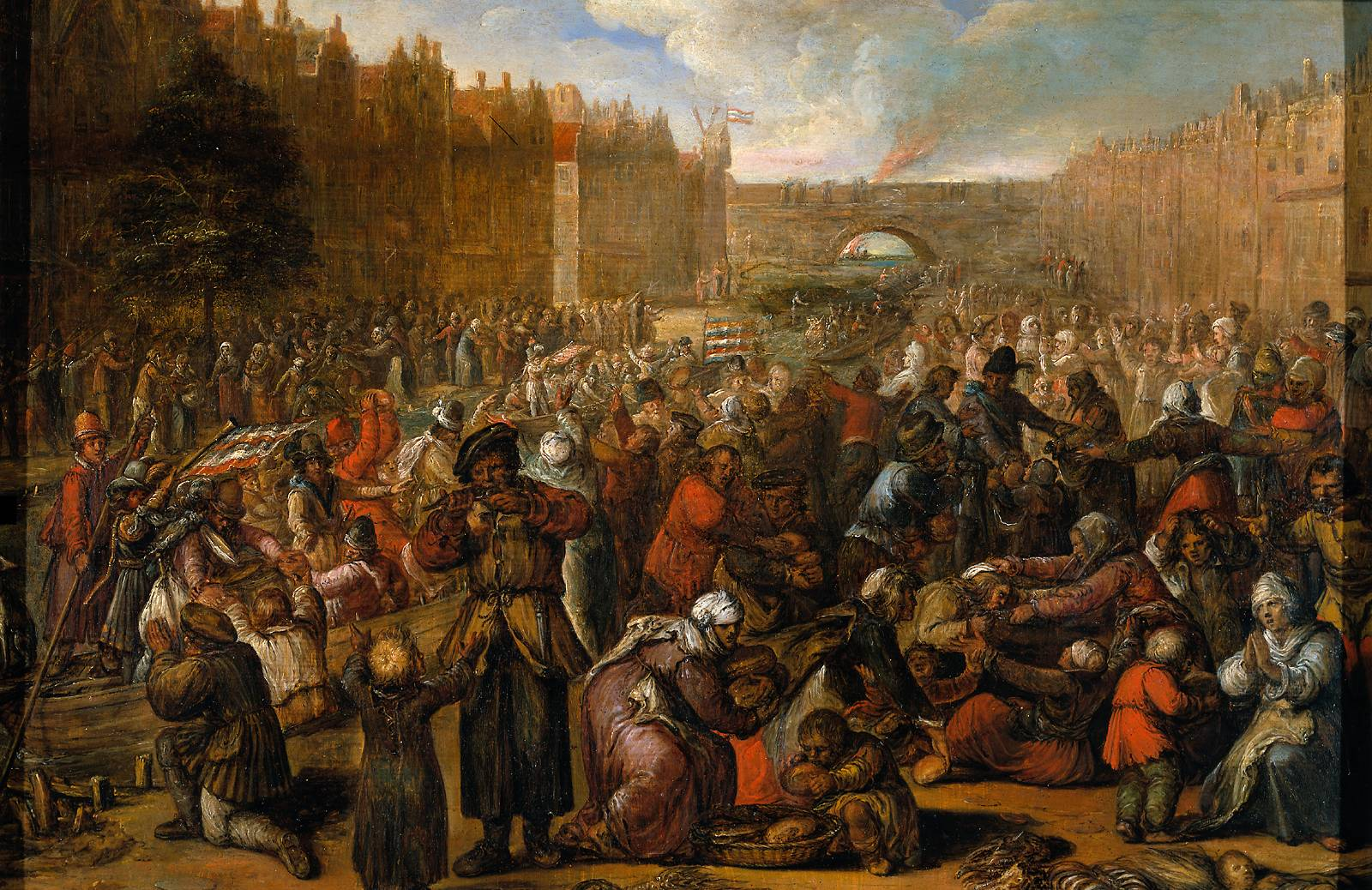
Otto van Veen: Pomoc Leidenu (1574)

Na španělské straně se ztratila vůle k vítězství. Hlavní králův rádce Ruy Goméz de Silva intrikoval proti vévodovi z Alby a podařilo se mu přimět krále, aby ho v listopadu 1573 odvolal. Novým guvernérem se stal hrabě don Louis de Requesens y Zúñiga (1528–1576), který 17. listopadu 1573 přijel do Bruselu a neúspěšně se pokoušel o kompromis. Důvodem bylo, že Španělsko bylo vyčerpané a nedokázalo dále financovat válku. Dne 5. června 1574 udělil guvernér generální pardon. Povstalci věřili, že vítězství bude na jejich straně, ačkoliv válečné úspěchy byly vrtkavé: Dne 15. dubna 1574 byla sice zničena německá pomocná armáda a Ludvík a další bratr Viléma Oranžského zabiti, ale vzbouřenci dobyli Leiden. Byla to významná událost, protože v Leidenu byla pak v roce 1575 založena univerzita, která byla pro protestanty stejně významná jako lovaňská pro katolíky. Na jaře 1575 se konalo neúspěšné jednání v Bredě. Dne 5. března 1576 guvernér Requesens zemřel. Za 5 měsíců byl novým guvernérem jmenován nevlastní králův bratr, don Juan d’Austria (1547–1578). Dne 4. září 1576 vypuklo lidové povstání v Bruselu na podporu Viléma Oranžského.

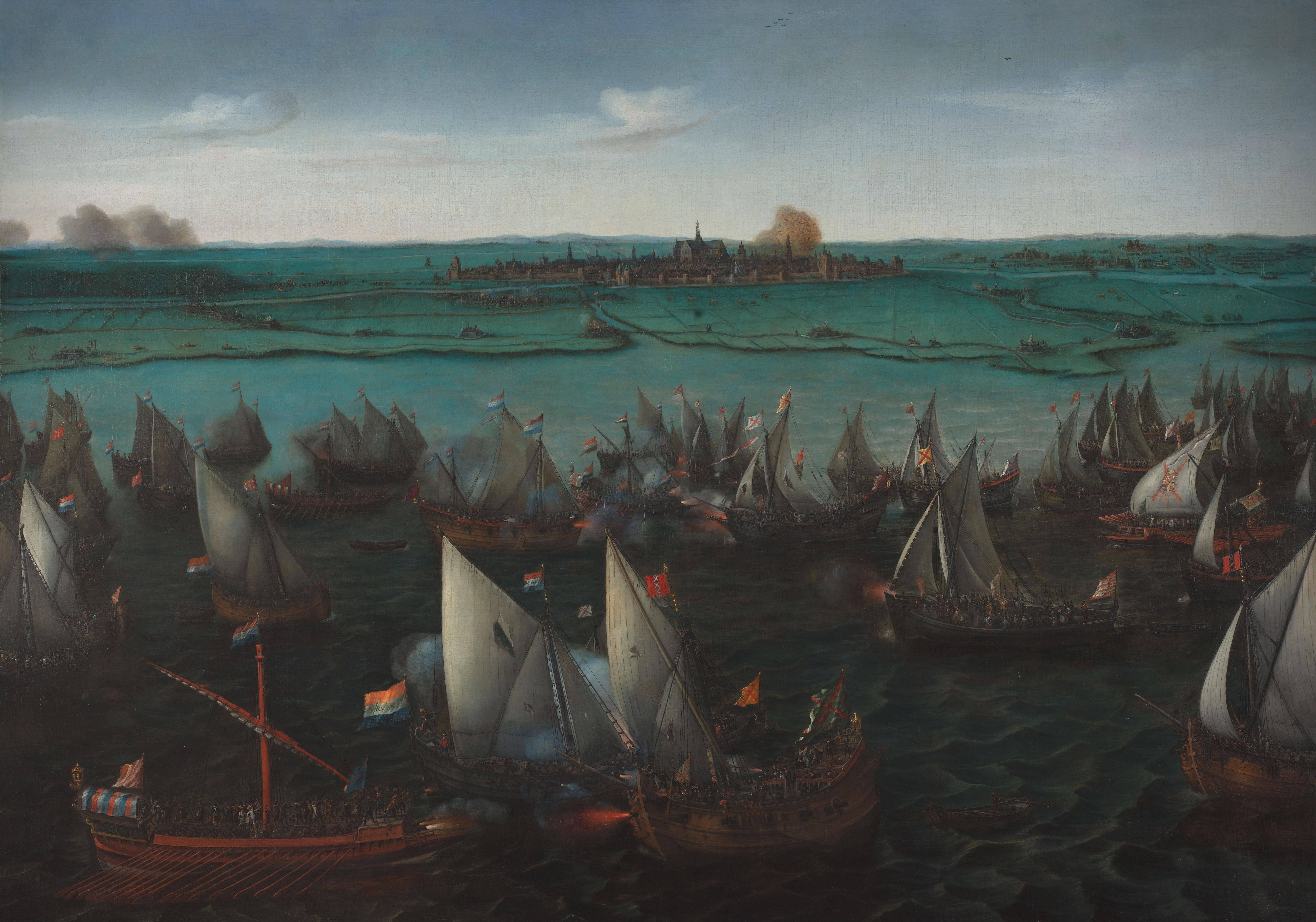
Námořní bitva mořských gézů a Španělů na Haarlemském moři r. 1573

Dne 25. září 1576 začalo v Gentu první zasedání generálních stavů. Účastnili se ho jen zástupci Jihu: Brabantska, Flander a Hennegavska. Generální stavy jmenovaly novým předsedou státní rady Aerschota. Španělům začínaly scházet peníze, a proto se demoralizovaní žoldnéři bouřili: 4. listopadu 1576 vyplenili a vypálili Antverpy, za oběť této „Spaanse Furie“ (španělská zuřivost) padlo 8000 lidí. Na jihu už měli občanské války dost: dne 8. listopadu 1576 byla podepsána gentská pacifikace mezi provinciemi generálních stavů na jedné straně a Hollandem a Zeelandem na druhé straně. Edikty proti kacířství byly pozastaveny. Holland a Zeeland slíbily, že nebudou činit nic proti katolictví mimo území svých provincií. V lednu 1577 Bruselská unie schválila gentskou pacifikaci. Dne 12. února 1577 guvernér „Don Juan přijal pacifikaci tzv. věčným ediktem a španělským jednotkám bylo nařízeno opustit zemi.“ Obsahem věčného ediktu bylo, že rebelové mají uznat dona Juana jako guvernéra a obnovit katolické náboženství. Za to budou odvolány španělské jednotky.
Věčný edikt odmítl Holland a Zeeland. Juan d’Austria proto v červenci 1577 obnovil válečné akce přepadem pevnosti v Namuru. Dne 28. října 1577 provedli kalvinisté převrat v Gentu. Generální stavy Donu Juanovi v říjnu 1577 vypověděly poslušnost a v prosinci 1577 ho sesadily. Proti Španělům povstala města i venkov. Dne 31. ledna 1578 Don Juan zvítězil v bitvě u Gembloux v Brabantsku nad generálními stavy, ale v říjnu zemřel.
Novým generálním guvernérem se stal syn Markéty Parmské Alessandro Farnese, vévoda z Parmy a Piacenzy, který jím byl až do roku 1592. Při jeho jmenování měl král šťastnou ruku. Dne 6. ledna 1579 uzavřely Artois, Hennegavsko a Západní Flandry, Lille, Douai a Orchies s guvernérem Arraskou unii. Dne 23. ledna 1579 uzavřelo 7 severních provincií (Hollandsko, Zeeland, Utrecht, Geldry a Groningen; později se přidalo Frísko a Overijssel) utrechtskou unii, k níž se přidala i významná jižní města. Text sepsal pozdější významný státník Johan van Oldenbarnevelt. Ostatní provincie se přidaly k arraské unii. Dne 17. května 1579 uzavřela arraská unie se španělským králem mír.

Arraská unie - žlutá;
Utrechtská unie - modrá;
biskupství Liège - zelené;
španělské državy - světle žluté

Dne 29. června 1579 dobyl guvernér Maastricht. Utrechtská unie (tj. sever) 26. července 1581 haagským manifestem (niz. Plakkaat van Verlatinghe) oficiálně sesadila Filipa II. a vyhlásila nezávislost. Místodržitelem byl zvolen Vilém I. Oranžský a panovníkem František, vévoda z Anjou. Když však vévoda z Anjou zjistil, že má na politiku mizivý vliv, v roce 1583 opustil zemi.
V roce 1584 katolík Balthasar Gérard zastřelil Viléma Oranžského. Nástupcem se stal jeho syn Mořic Oranžský, hrabě nasavsko-dillenburský (1567–1625). V srpnu 1585 uzavřela Anglie a Nizozemí smlouvu o přátelství a spolupráci. Dne 17. srpna 1585 se vzdaly Antverpy po 13 měsících obléhání. Polovina obyvatel (50 000) uprchla na sever ke vzbouřencům. Alessandro Farnese tak dobyl Flandry a Brabantsko, odkud byli vyhnáni kalvinisté. Na severu katolíci postupem doby konvertovali ke kalvinismu. Král Farneseovi uložil, aby se podílel na přípravách války proti Anglii, což mu zabránilo, aby postupoval na sever. Tím se fronta ustálila.

### Faktická nezávislost Severu (1585–1609)

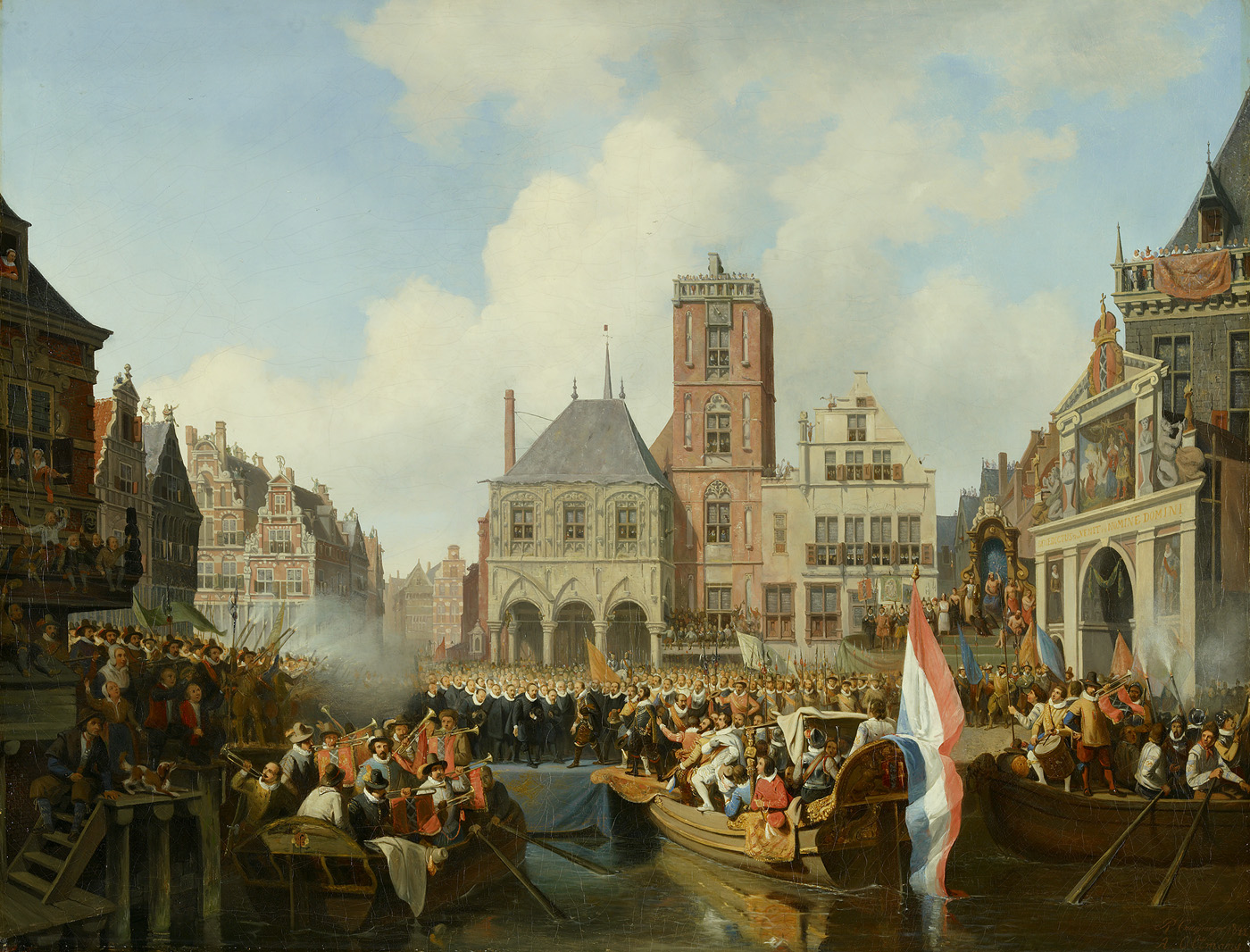
Mořic Nasavský vstupuje do Amsterdamu

Hlavním ochráncem Sedmi spojených nizozemských provincií, tj. Utrechtské unie, se stala Anglie, která do severního Nizozemí vyslala vlastního regenta. Robert Dudley, hrabě z Leicesteru se však choval neobratně a byl nepopulární. Po jeho návratu do Anglie byl vrchním velitelem armády zvolen Mořic Oranžský. Společně s Johanem van Oldenbarneveltem a bratrancem Vilémem Ludvíkem Nassavským tvořili triumvirát, který vládl severnímu Nizozemí. Jejich úspěchu v občanské válce přispělo rozdrcení španělské Armady v roce 1588 a francouzské vyhlášení války Španělsku v roce 1595. Po smrti vévody parmského v roce 1592 byl novým guvernérem zvolen neschopný Arnošt, bratr císaře Rudolfa II. Jeho nástupcem se stal mladší bratr Albrecht, manžel dcery Filipa II. Isabelly. V 90. letech Mořic dobyl mnoho významných měst v pohraničí. Centrum Severu bylo klidné a zažívalo hospodářský a kulturní rozkvět. V roce 1602 byla založena nizozemská Východoindická společnost. Výjimkou byl náboženský spor o predestinaci. Začal v roce 1594 a rozhořel se zejména po roce 1603. Jeho hlavními protagonisty byl Franciscus Gomarus (1563–1641), netolerantní, militantní kalvinista, na jehož straně byl generální místodržitel Mořic Oranžský, další monarchisté a většina Nizozemců, a Jacobus Arminius (1560–1609), zastánce podmíněné predestinace, na jehož straně byl Holanďan Johan van Oldenbarnevelt, Hugo Grotius a další republikáni. Mentální rozdíl mezi Severem a Jihem se prohloubil natolik, že ani jedna strana již opravdově netoužila žít v jednom státě. Problém Severu byl v přílišné velikosti Holandska, které plnilo 60 % federálního rozpočtu.

### Příměří (1609–1621)
V roce 1607 byly zastaveny bojové akce a v roce 1609 uzavřel Albrecht s pomocí Francie a Anglie se severními provinciemi dvanáctileté příměří, což bylo uznání Nizozemí de facto. Nizozemí začalo budovat silné loďstvo. Spor mezi arminiány a gomaristy vyvrcholil popravou Oldenbarnevelta v roce 1619. Až v roce 1648 bylo Nizozemí uznáno vestfálským mírem de iure.

## Význam a hodnocení
Vedle Švýcarska bylo Nizozemí druhou větší zemí, která získala mezinárodně uznanou nezávislost. Konflikt začal jako politický, ale postupně se staly jednotícím symbolem soupeření katolictví na straně Španělska a kalvinismu na straně povstalců. Nizozemí se postupně definovalo jako kalvinistický stát, což vedlo k mentálnímu odcizení Severu a Jihu Nizozemí. Pokus o jednotný stát (tzv. Spojené království nizozemské) v letech 1815–1830 byl proto neúspěšný a skončil nezávislostí Belgie v roce 1830 (mezinárodně uznáno 1831). Podle marxistů šlo o první buržoazní revoluci, signál toho, že končí feudalismus a začíná kapitalismus.